# Coalville (Utah)
Coalville – miasto w Stanach Zjednoczonych, w stanie Utah, siedziba administracyjna hrabstwa Summit.
Był w nim wydobywany węgiel (ang. coal), od czego pochodzi nazwa miasta.